# Kokoda ösvényi csata
A Pápuán található Kokoda ösvényért folyó csata a második világháború egyik ütközete volt 1942. július 23. és november 13. között. A japánok célja az volt, hogy bunai hídfőállásukból átverekedjék magukat az ausztrálok bázisáig, Port Moresbyig. A túlerőben lévő japánok folyamatos visszavonulásra késztették a védőket, de offenzívájuk a súlyos guadalcanali vereség miatt megtorpant, és kénytelenek voltak erőik jelentős részét Bunához visszavonni. Az ausztrál csapatok ellentámadást indítottak, és visszaverték az offenzívát. Ezzel meghiúsították a japánok terjeszkedési terveit a szigeten.

## Előzmények

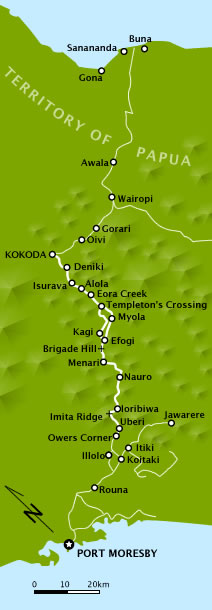
A Kokoda ösvény

A japánok eredeti terve az volt, hogy a tenger felől, kétéltű akcióval támadják meg Port Moresbyt, azonban az 1942 májusi Korall-tengeri csata után a támadó egységek visszafordultak. A midwayi vereség után a japán haditengerészet annyira meggyengült, hogy le kellett venni a napirendről az ausztrál bázis elleni tengeri inváziót, ugyanis a birodalom nem engedhette meg, hogy a megmaradt repülőgép-hordozókat távoli tengerekre vezényelje.
A város elfoglalásának tervét azonban nem adták fel, mert Port Moresbyből könnyen támadhatták volna a nagy ausztrál városokat, és még biztonságosabbá tehették volna saját haditengerészeti bázisuk, az új-britanniai Rabaul védelmét. A kétéltű támadás alternatívája a szárazföldi offenzíva volt, amelyhez át kellett vágni a sűrű dzsungellel borított Pápua-félszigeten, megmászva az Owen Stanley-hegységet.
A Kokoda ösvény az északi parton fekvő Bunából indult Kokoda felé, amely a hegység északi lejtőjén helyezkedett el. Aztán az Eora-patak mentén haladt a Hasadékig (angolul The Gap), egy nagyjából tíz kilométer hosszú hegyszorosig 2100 méter magasan. Az ösvény ezután lefelé ereszkedett a hegy déli oldalán Port Moresby kikötővárosig.
Buna és a Kokoda ösvény fontosságával a szövetségesek is tisztában voltak, ezért július 10-én egy kis létszámú amerikai-ausztrál egység lehetséges repülőtérhelyszínek után kutatott a japán hídfőállásnál. A szövetségesek ezt követően megkezdték a Providence hadművelet kidolgozását, amelynek célja Buna elfoglalása volt. Az első négy hullámnak július 31-én kellett volna indulnia Buna felé, ahova augusztus 10-12-én érkeztek volna meg.
Ezt megelőzően, június 25-én Basil M. Morris tábornok, Port Moresby ausztrál parancsnoka felállította a Maroubra Force-t, amelynek az volt a feladata, hogy megvédje a létfontosságú kokodai repülőteret. Míg a Providence hadműveletet törölni kellett, a Marouba-egység kulcsszerepet játszott az első japán előrenyomulás feltartóztatásában.

## Japán támadás

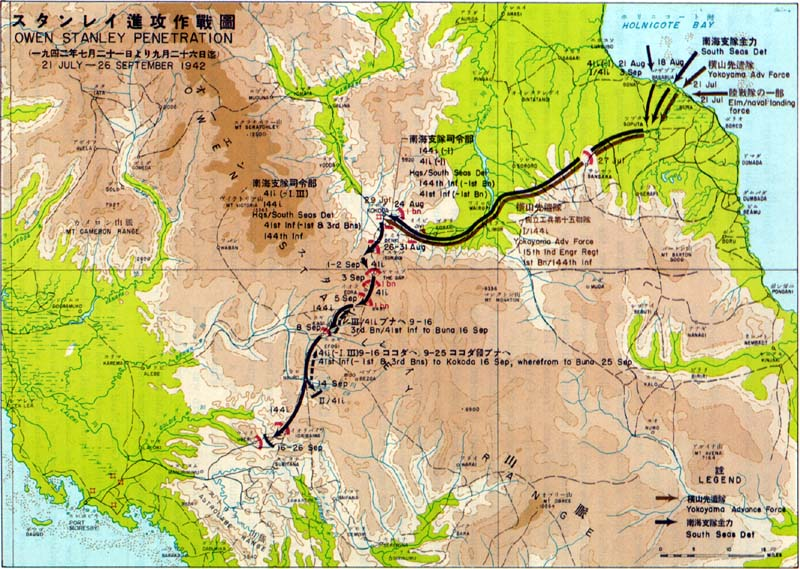
A japán offenzíva irányát a fekete nyilak, az ausztrál védelmet a vörös vonalak jelölik

Az első japán alakulat, amelyet a Kokoda ösvényhez vezényeltek, egy műszaki felderítő egység volt. Feladatuk a Port Moresbybe vezető út és a hegyszoros feltérképezése volt. Jokojama Joszuke ezredes alakulata 1800 gyalogosból, száz haditengerészeti munkásból és 1200 munkára kivezényelt rabauli lakosból állt. Július 21-22. éjszakáján szálltak partra Bunánál. Jokojama kijelölt egy 900 emberből álló különítményt, amelynek paranacsnokává Csukamoto Hatszuó alezredest nevezte ki. Az alakulatnak azt a parancsot adta, hogy induljon a hegyek felé, és „éjjel-nappal” haladjon előre.
Válaszul MacArthur arra utasította Basil Morrist, hogy küldjön sürgősen erősítést Kokodába. Morrisnak csak egy olyan szállítógépe volt, amely képes volt Kokodában leszállni, így csak 30 katonát tudott átcsoportosítani július 26-án. A kislétszámú japán csapattal egy még kisebb ausztrál egység nézett szembe, amely mindössze 400 főből állt. A katonák a 39. Gyalogoszászlóalj B századához és a pápua gyalogoszászlóaljhoz tartoztak. Az első összecsapás július 23-án Awalánál volt. Az ausztrálok a kötélhídon keresztül visszavonultak Wairopiba, majd a hidat július 24-én megsemmisítették maguk mögött. Július 26-án az ausztrálok Kokodából visszavonultak Denikibe. A repülőtér elvesztése azt jelentette, hogy a szövetséges erősítés csak gyalog érhette el a frontot. 

### Csata Kokodáért
Július 28-án Owen alezredes visszafoglalta a kifutót, és abban bízott, hogy légi úton erősítést kap. Két szövetséges gép egy ideig a reptér felett körözött, de a japánok jelenléte miatt inkább visszafordultak. Owennek 140 embere volt, többségük a 39. zászlóaljból, és legalább 29 pápua a bennszülöttekből szervezett egységekből. A katonák a fennsík északi végénél helyezkedtek el, ahol Kokoda adminisztrációs épületei álltak. Owen jó döntést hozott, amikor visszafoglalta a repülőteret, mert ha meg tudta volna tartani, akkor napi egy század gyalogos érkezett volna Kokodába erősítésként. A 49. zászlóalj egyik százada egész nap a kifutópályán ült Port Moresbyben, várva az indulási parancsot.
A japán offenzíva másnap hajnali fél háromkor indult, amikor az északi irányból érkező támadók beleütköztek a védőkbe. A lövöldözésben halálos sebet kapott az ausztrál parancsnok. Ogava százados, a japán parancsnok csapatokat küldött nyugatra és keletre, hogy átkarolja a védőket. Az átkaroló művelet, a pontos tüzérségi tűz és Owen halála miatt az ausztrál védelem egy óra alatt megroppant, és megkezdődött a visszavonulás Deniki felé. Az ausztrálok közül hét elesett, hat megsebesült, míg a japán veszteség 12 halott és 26 sebesült volt. A harcokban Ogava százados is elesett.

### Japán erősítés
Augusztus 10-12-én az ausztrálok ugyan visszafoglalték a repteret, de most sem tudták annyi ideig megtartani, hogy legalább egy gép leszálljon. A 39. zászlóalj négy százada gyalog elérte a térséget, így 480-ra nőtt a harcoló ausztrálok száma. A Kokoda és Deniki környéki harcok augusztus 13-án fejeződtek be, amikor Jokojama ezredes 1500 katonával támadást indított. Az ausztrálok 7 és fél kilométert hátráltak dél felé, a japánok meg megkezdték beásni magukat, és az erősítés érkezésére vártak.
A japán hadvezetés még július 31-én úgy döntött, hogy tengeri és szárazföldi támadást indít Port Moresby ellen. A terv szerint egy alakulat Bunából indul a Kokoda ösvényen, miközben a haditengerészek elfoglalják a Samarai-szigetet, majd a tenger felől augusztus 7-én offenzívát indítanak a kikötőváros ellen. A tengeri támadást a guadalcanali amerikai partraszállás miatt elvetették, mert a 8. Flottának a Salamon-szigeteknél volt szüksége a hajókra és a tengerészgyalogságra. A haditengerészet mindössze egy zászlóaljnyi katonát tudott Új-Guineára küldeni. Ezt az alakulatot a Milne-öbölnél vetették be, ahol a birodalom elszenvedte első szárazföldi vereségét a háborúban. Port Moresby bevételére nem maradt más lehetőség, mint a szárazföldi offenzíva, amelyet Horii tábornok vezetett. Csapatainak döntő többsége augusztus 18-án szállt partra Basabua kikötőjéban, a maradék pedig három nappal később érkezett meg a szigetre. 

### A fő offenzíva

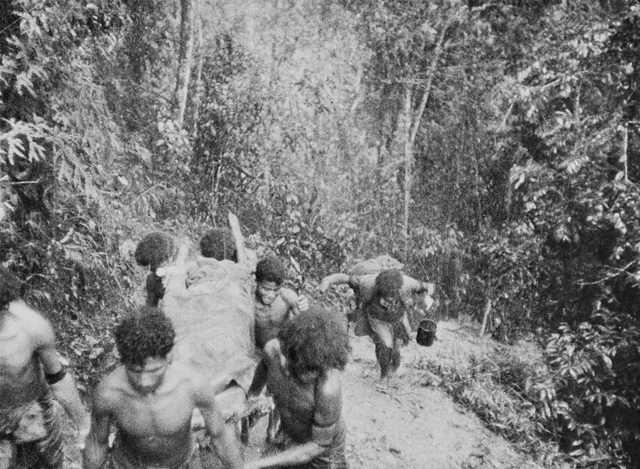
Pápua teherhordók sebesült ausztrálokat visznek hátra a frontvonalból

A japánok először három, majd öt zászlóaljat vezényeltek a frontvonalba. Az ausztráloknak csak két zászlóalja, a 39. és az 53. volt a helyszínen. Az erősítésként küldött másik két zászlóalj, a 2/14. és a 2/16. még úton volt. Az ausztrálok az Eora-patak mentén, Isuravánál ásták be magukat. A tengerpartról érkező japán erősítés révén Horii háromezer katonát indíthatott csatába. A tábornok úgy tervezte, hogy egy zászlóalj az ausztrál centrumot támadja, miközben egy másik átkarolja a jobbszárnyat, a harmadik pedig a balszárnyat. A terv nem vált be, és az ausztrálok augusztus 29-én ellentámadást indítottak. Augusztus 27-én a japánok a dzsungelen keresztül menetelve akartak az ausztrálok hátába kerülni, de eltévedtek, ezért ez a nap szokatlanul csendesen telt.
Augusztus 29-én éjszaka az ausztrálok egy kilométernyire visszavonultak dél felé. Másnap új állásaikban támadták őket a japánok. Heves tüzet zúdítottak a védelmi pozíciókra, mivel újabb nehézfegyverek érték el a frontvonalat. Augusztus 25. és 31. között 99 ausztrál meghalt, 111 megsebesült, a japánok vesztesége 140 halott és 231 sebesült volt.
Augusztus 30-án az ausztrálok Alolától délre vettek fel védelmi pozíciót. Az őket üldöző friss japán csapat 1305 katonából állt, és négy lövege volt, feladatul az ausztrál hátvéd megsemmisítését kapta. Nem próbálkoztak frontális támadással, hanem nyugatról próbáltak a védők mögé kerülni. Ezt látva az ausztrálok visszavonultak. A japánok, már harmadszor a hadjárat során, ismét eltévedtek az erdőben, és nem találták meg a kijelölt célpontot. Mire rábukkantak az ausztrálokra, azok Eora falunál ásták be magukat. A japánok, szemben a faluval, felállították a tüzérséget és a géppuskákat, majd a tüzérségi előkészítés után, éjszaka támadtak. Két század lendült akcióba, egy szemből támadott, a másik a jobbszárnyat próbálta átkarolni. Reggelre több helyen áttörtek, így az ausztrálok ismét visszavonultak a Templeton's Crossingig, ahol az ösvény és a patak találkozott. Szeptember 3-án éjszaka átkeltek az Eorán, és ismét védelmi állást építettek ki. Újabb japán támadás és újabb visszavonulás következett Efogiba. Ezekben a csatákban 21 ausztrák elesett, 54 megsebesült, míg a japánok közül 43-at megöltek, 58-as megsebesítettek.

### A déli lejtőkön
Az ausztrálok folytatták a visszavonulást, majd szeptember 5-én kénytelenek voltak a Hasadékon keresztül áthaladni, és így a japánok megkezdték a leereszkedést a déli lejtőkön. Szeptember 9-én, egy nappal azt követően, hogy a japánok elűzték a szövetségeseket Efogitól, két újabb ausztrál dandárt (16. és 25.) vezényeltek a frontra, amely Ioribaiwánál húzódott. A hegygerincet két zászlóalj védte, hozzájuk csatlakoztak a hátrálók, és szeptember 14-én megérkezett a 25. dandár két zászlóalja is Port Moresbyből. Megkísérelték átkarolni a japánokat, de visszavetették őket, és kénytelenek voltak az Imita-hegységben, egynapi járóföldre Ioribaiwától új állásokat kiépíteni.
Sikerük ellenére a japánok nehéz helyzetbe kerültek, mivel az ausztrálok közel voltak ellátó bázisukhoz, miközben ők túl messzire kerültek attól, és a szövetséges harci gépek folyamatosan támadták a szállítmányokat. Ennek ellenére a japánok továbbra is arra készültek, hogy beveszik az alig 45 kilométerre fekvő kikötővárost, de a guadalcanali helyzet romlása ezt lehetetlenné tette. A birodalomnak nem volt ereje egyszerre feltartóztatni az amerikai előrenyomulást és támogatni Port Moresby ostromát. Horii tábornok augusztus 29-én azt az utasítást kapta, hogy ne nyomuljon tovább a déli lejtőkön. Abban bízott, hogy a szünet csak átmeneti lesz, és ha rendeződik a hadi helyzet a Salamon-szigeteken, akkor folytathatja az akciót. Szeptember 13-áról 14-ére virradó éjszaka a japánok súlyos vereséget szenvedtek az amerikaiaktól, és ez eldöntötte az offenzíva sorsát.
Szeptember 18-án a tábornok új utasítást kapott, amely szerint a Buna–Gona hídfő védelmére kell koncentrálnia erőit, de közben a lehető leghosszabb ideig ki kell tartania az Owen Stanley-hegységen is. Seregének felét ezért visszaküldte a tengerpartra.

## Ausztrál ellentámadás

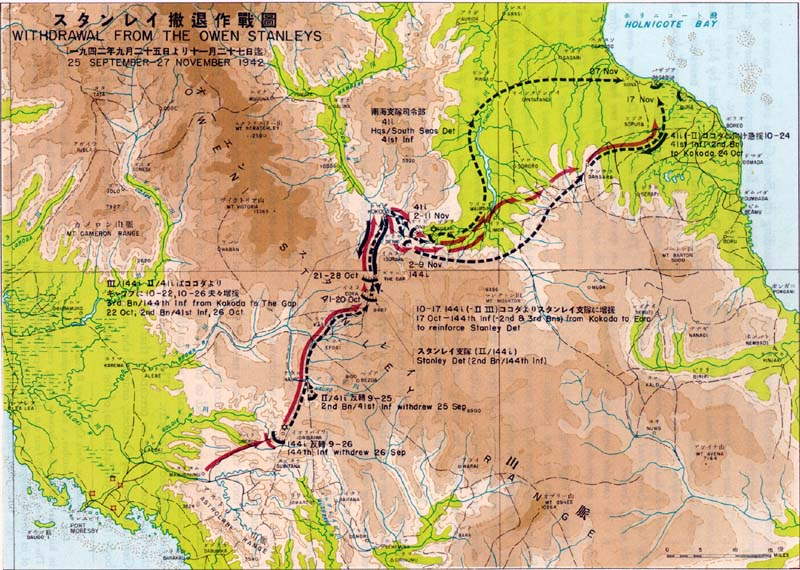
Az ausztrál ellentámadást piros, a japán visszavonulást fekete vonal jelöli

Miközben a japánok csapataik átcsoportosításával meggyengítették vonalaikat Ioribaiwánál, az ausztrálok ellentámadásra készültek. Az offenzíva a Buna és Gona elleni nagyobb akció része volt. Míg az ausztrálok a Kokoda ösvényen haladtak észak felé, addig az amerikaiak más hágókon, tőlük délre keltek át a hegyeken, egy harmadik sereg pedig a parton közeledett a japán hídfő felé a Milne-öbölből.
Az ausztrál támadást szeptember 26-án a 25. dandár indította, az akció főparancsnoka Edmund F. Herring altábornagy volt. Meglepetésükre a japánok gyenge ellenállást tanúsítottak, és gyorsan hátrahagyták állásaikat, és elkezdtek hátrálni a Hasadék felé. Fő védelmi vonaluk az északi lejtőkön, az ösvény és az Eora-patak találkozásánál volt. Október 8-án érték el ezt a helyet, és beásták magukat a patak szurdokánál. Egy hétig tartották a pozíciót, majd megkezdték visszavonulásukat a patak mentén. Az Eoránál kialakított állásaikból október 29-én sikerült kiverni őket végleg. November 2-án az ausztrálok felszabadították Kokodát, vele együtt a létfontosságú repülőteret. Néhány nap alatt meghosszabbították a kifutópályát, hogy a C 47-esek is le tudjanak szállni, és a sereg utánpótlásgondjai egy csapásra megoldódtak.

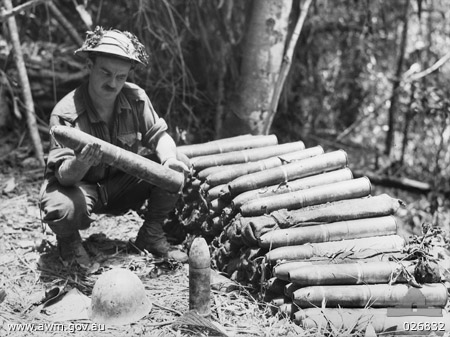
Ausztrál katona hátrahagyott japán lőszert tanulmányoz Ioribaiwánál

A japánok utolsó védelmi vonalaikat Oivinél és Gorarinál építették ki, keletre Kokodától. Az Oivi-gerincen tüzérséget ástak be, és a felhalmozott muníció egy hétig kitartott. November elején a pozíciót a 41. gyalogosok egyik zászlóalja védte, amely azt az utasítást kapta, hogy tartson ki, amíg a fő erők átkelnek a Kumusi-folyón, és visszaérnek a tengerpartra. Az ausztrál támadás november 4-én kezdődött, és hamar kiderült, hogy a japán védelem túl erős a frontális támadáshoz. Ezért megkezdték a japán balszárny átkarolását, és november 8-án elérték a japán hátvédet délkeletre Gorarinál. Másnap fokozták a offenzíva erejét Gorarinál, mire a japán parancsnok az Oivi-állás feladásáról döntött.
A japánok egyetlen úton, észak felé a dzsungelen át, közelíthették meg a Kumusi-folyót, amelyet a partig követhettek. November 9-éről 10-ére virradó éjszaka az Oivi-gerinc védői megkezdték visszavonulásukat, de az hamar káoszba fulladt. A fronra kilátogató Horii tábornok november 12-13. éjszakáján a Kumusiba fulladt, amikor az őt szállító tutaj széttört. November 12-én a támadók lerohanták a védőket Gorarinál, akik 500 katonát vesztettek. Másnap a folyót ellenőrző japán hátvédet szintén elsöpörték, és az éjszaka folyamán az ausztrálok befejezték első hídjukat Wairopinál. A szövetséges támadás Bunánál és Gonánál ezután kezdődött.